# 2014年8月香港

## 8月5日
- 港九拯溺員工會今天發起罷工，抗議人手長期不足，康文署表示摩理臣山游泳池、深水埗公園游泳池、斧山道游泳池、屯門西北游泳池及城門谷游泳池5個泳池服務受影響。工會亦在康文署位於沙田的總部示威，要求增加人手及改善待遇。大會表示，有350名救生員出席，部分人士同時參與罷工。[1][2]

## 8月6日
- 明報揭露地政總署助理署長林嘉芬兩年前在政府檢討元朗錦田土地規劃時與丈夫聯名斥資1,880萬元，買入發展範圍毗鄰一幅逾8萬平方呎農地。她在農地耕種時拒絕接受無綫電視的訪問，並在鏡頭外否認涉利益衝突。地政總署指林嘉芬有申報，沒有違規，但會檢視是否需要優化申報機制。[3]
- 何文田邨早上發生罕見的氣槍傷人事件，一名83歲老翁於常樂街晨運期間，被鉛彈射入肺部，停留左上胸肩胛骨位置，送院後一度性命垂危，大批荷槍實彈警員上樓逐層搜查，拘捕一名涉嫌行兇的保安員，並在單位內撿獲9支長短氣槍及大批鉛彈。[4]

## 8月10日
- 元朗新田一個雞場被揭發有大量雞隻異常死亡，有超過1000隻雞死亡。漁農自然護理署檢測後證實雞隻並非感染禽流感病毒，負責人稱雞場曾經停電，令環境翳焗，雞隻可能焗病後死亡。[5][6]
- 本港出現首宗懷疑感染伊波拉病毒個案，一名32歲尼日利亞男子於8月7日由尼日利亞經杜拜抵港，曾入住重慶大廈的賓館，其後出現腹瀉及嘔吐的徵狀，沒有發燒，中午到伊利沙伯醫院急症室求診。醫院管理局一度列為懷疑個案，下午將病人轉送瑪嘉烈醫院傳染病中心隔離，其樣本被送往衞生防護中心化驗，最後證實對伊波拉病毒呈陰性。[7]

## 8月11日
- 聯合醫院發生嚴重醫療事故，病理部一名醫生去年10月開始，錯誤分析118份化驗報告，導致有癌症病人延遲多月才確診及治療。院方已聯絡受影響病人，強調沒有病人因而死亡。涉事醫生已被停職，院方會成立獨立委員會調查事件。[8]
- 港鐵指工程延誤兩年的高鐵造價已升至715億元，比原本造價上升一成，超支65億元。有議員質疑港鐵公佈的高鐵超支金額明顯屬低估。政府表示仍需確定港鐵的估算基礎，已經要求港鐵提供詳盡資料及理據。[9]

## 8月14日
- 港島半山區羅便臣道一棵約15米高的印度橡樹，疑受真菌感染樹根腐爛突然倒塌，壓住一個正在等小巴的37歲孕婦，送院搶救後證實不治，為香港自2008年起第4次（每隔2年發生一次）的塌樹壓死人事故。瑪麗醫院立即替她剖腹取出胎兒，男嬰一度已失去心跳，但被醫生及時救回，情況一度危殆。[10]
- 香港律師會召開特別會員大會，通過三項動議，包括對會長林新強的不信任動議，要求林新強收回對國務院白皮書的言論，以及促請律師會發表聲明捍衛本港司法獨立。[11]

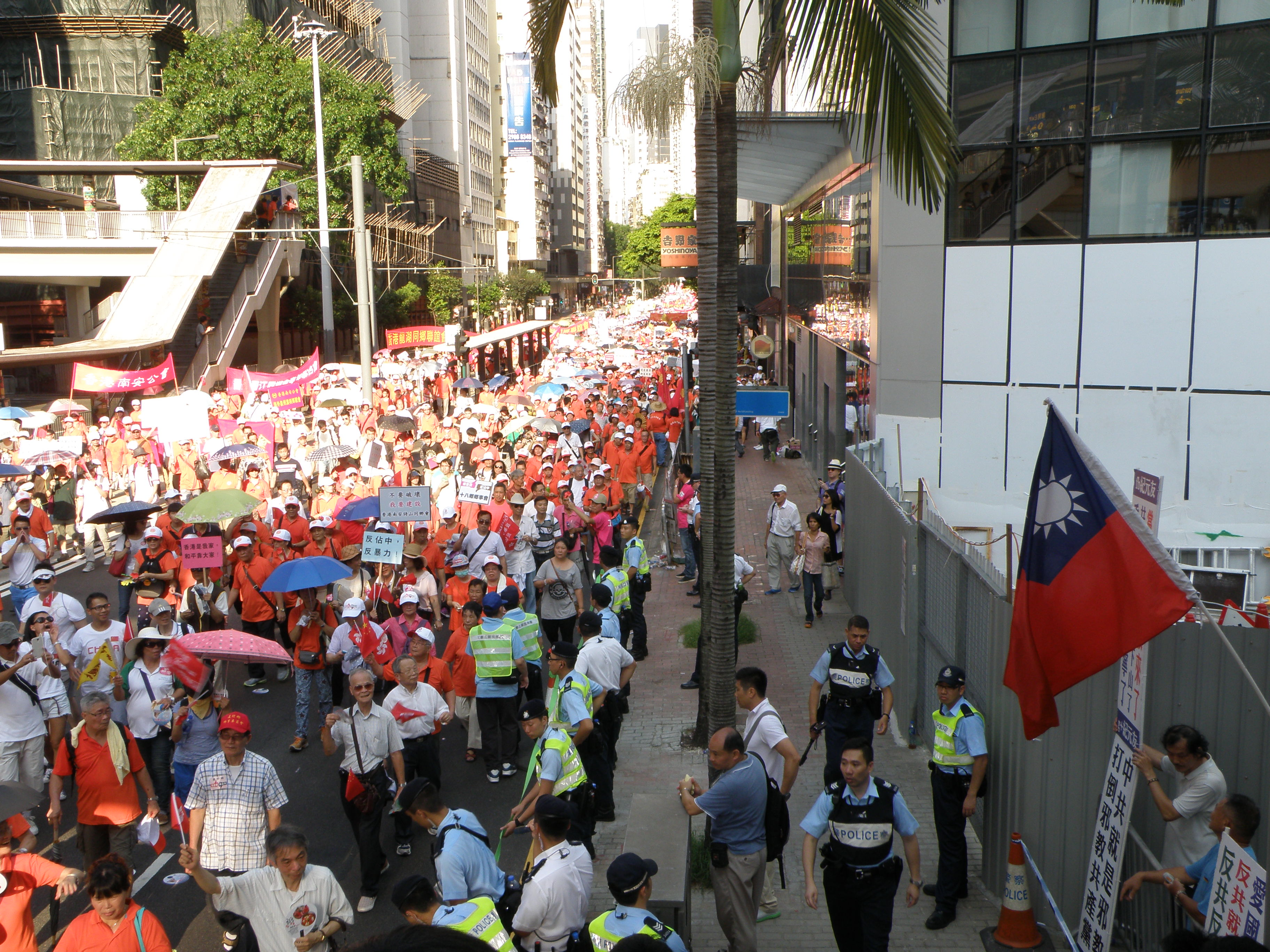
8月17日反佔中遊行情況

## 8月17日
- 港島舉行反佔中遊行，大會估計19萬人參與，警方則指人數為11萬，香港大學民意研究計劃調查顯示僅7.9至8.8萬。[12]多間傳媒揭發有參與大遊行的社團聯會向參與者提供膳食、送禮、以旅遊巴接送到維園，甚至派發金錢[13][14][15][16][17]。大聯盟發言人周融指會剔除涉嫌派錢的團體遊行人數，另一發言人吳秋北批評報道片段移花接木，涉事的香港青年聲稱會向報道的有線電視採取法律行動，有線新聞對此表示遺憾，並敦促大聯盟徹查事件。[18]

## 8月20日

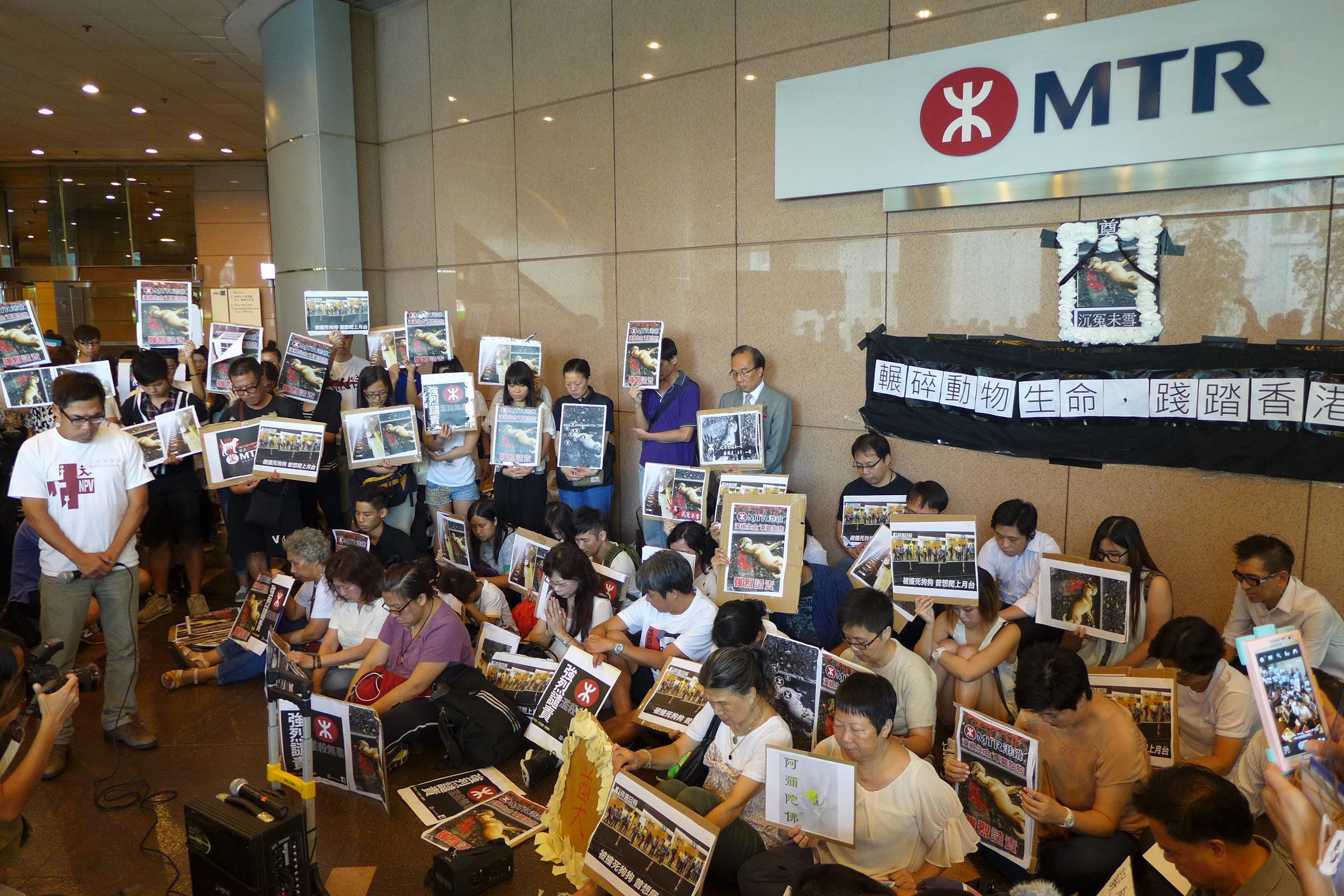
8月22日，近100人響應網上號召，到位於九龍灣的港鐵總部大樓，抗議日前有狗隻在粉嶺站被列車輾斃

- 早上約9時50分，一隻啡黃色的中型唐狗突然闖入上水站南行線路軌，當時有乘客發現後即通知車站職員。有目擊者指出，車站職員曾暫停列車行駛，走入路軌嘗試驅趕唐狗，擾攘約6至7分鐘後，卻未能成功將唐狗帶離路軌，但車站職員卻重啟列車服務。最後該唐狗跑到粉嶺站路軌，遭一列當時駛入月台的城際直通車直接輾斃。多名目擊意外的乘客在網上發放事發圖片，質疑港鐵職員為何明知唐狗仍在路軌，仍然重啟列車服務。
其後有網民發起聯署，要求港鐵交代列車輾斃唐狗意外真相，有近9萬市民網上簽名要求港鐵解釋事件。到8月22日，有近100人響應網上號召，到位於九龍灣的港鐵總部大樓，抗議日前有狗隻在粉嶺站被列車輾斃。港鐵車務總監金澤培其後於記者會上為未能救狗道歉，並應要求向狗隻遺照獻花[19]，但仍然未有承認狗隻被列車撞死，亦沒有解釋為何控制中心施壓上水站於一分鐘內解決事件。九鐵車務員協會則發表聲明譴責公司高層未完成調查就向公眾道歉，堅持事件並非鐵路員工處理失當，認為此舉影響鐵路員工的專業形象和使前線員工受到壓力。[20]

## 8月27日
- 凌晨3時許，觀塘翠屏南邨翠樂樓20樓發生奪命火警，一個住有一家五口的單位疑因客廳拖板負荷過度短路失火[21]，冒出大量濃煙，住客發現報警。消防員接報到場，開一條喉及出動一隊煙帽隊灌救，約20分鐘後將火救熄，冷氣機更燒至墜落街上。消防先後救出女戶主及兩男一女童，他們被煙薰黑，部份人已經昏迷，但33歲女戶主及兩男童送院搶救後不治[22]，另一8個月大女嬰則情況危殆[22]，延至8月30日不治[23]，而身為退休警員的男戶主則自行逃出並嘗試在走廊拖喉救火，大廈200多名居民則自行疏散。

## 8月29日

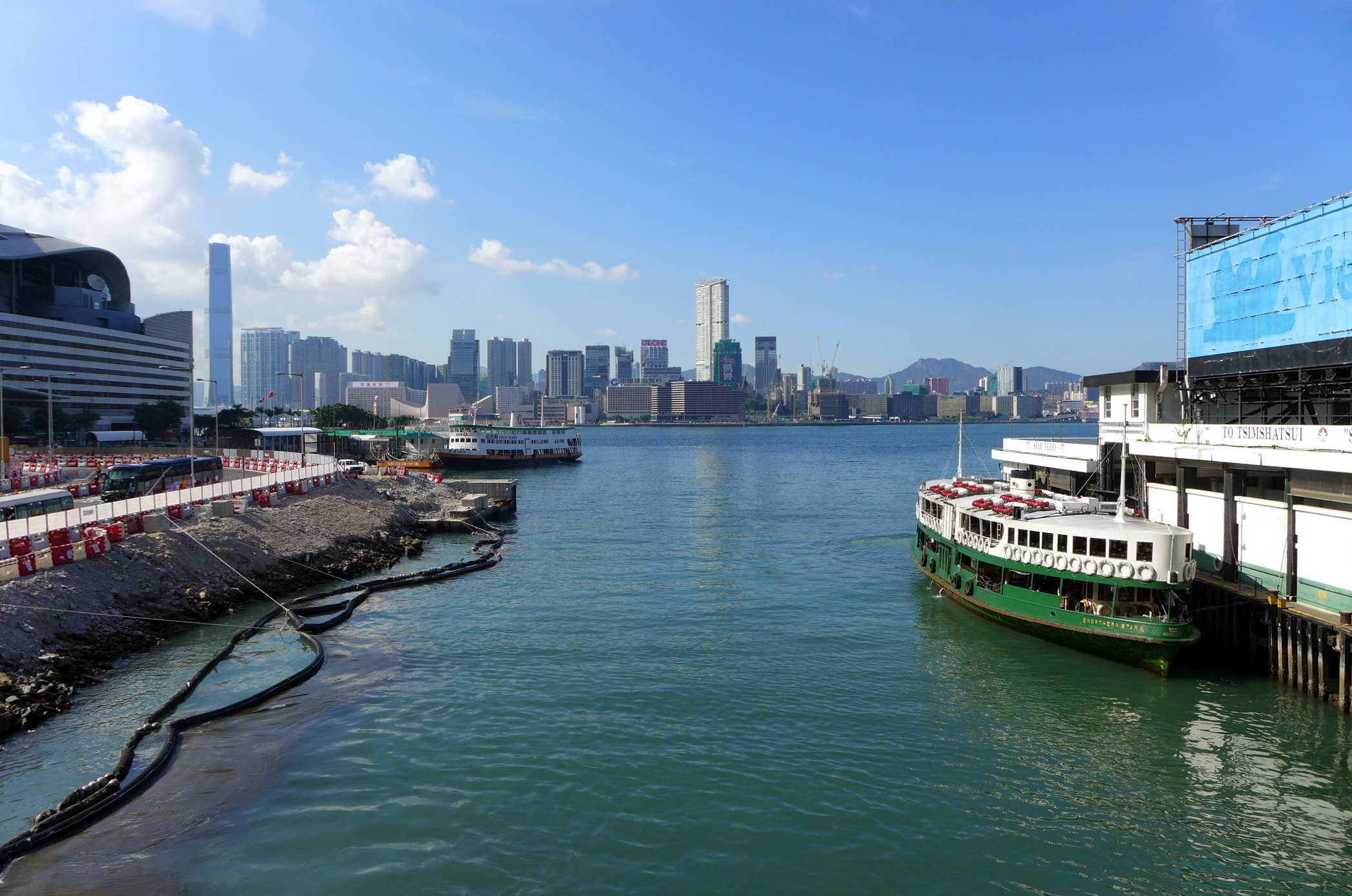
為配合填海工程，沿用46年的舊灣仔碼頭於8月29日晚上11時停用

- 為配合填海工程，位於會議道、沿用46年的舊灣仔碼頭停用，翌日新灣仔渡輪碼頭投入服務。[24]
- 晚上11時許，大埔大富街美心食品產品廠內外判燒焊工人在廠房地下的雜物回收房，維修外置回收斗時，疑火花燒着附近雜物，冒出濃煙，觸動廠房火警鐘大鳴，消防接報到場，開喉約廿分鐘後將火救熄。期間，近百名身穿白袍及戴髮帽的工人，自行疏散至安全地方。消防調查後，認為火警無可疑，雜物回收房部分焚毀。工人在火熄後返回廠房繼續工作。[25]

## 8月30日
- 早上10時許，天水圍一個存放大量廢鐵及塑膠的回收場，發生三級大火，滾滾黑煙直沖半空，遠至屯門可見，回收場工人及附近村民緊急疏散，消防灌救近五小時始將大火救熄，無人受傷，起火原因有待調查。[26]

## 8月31日

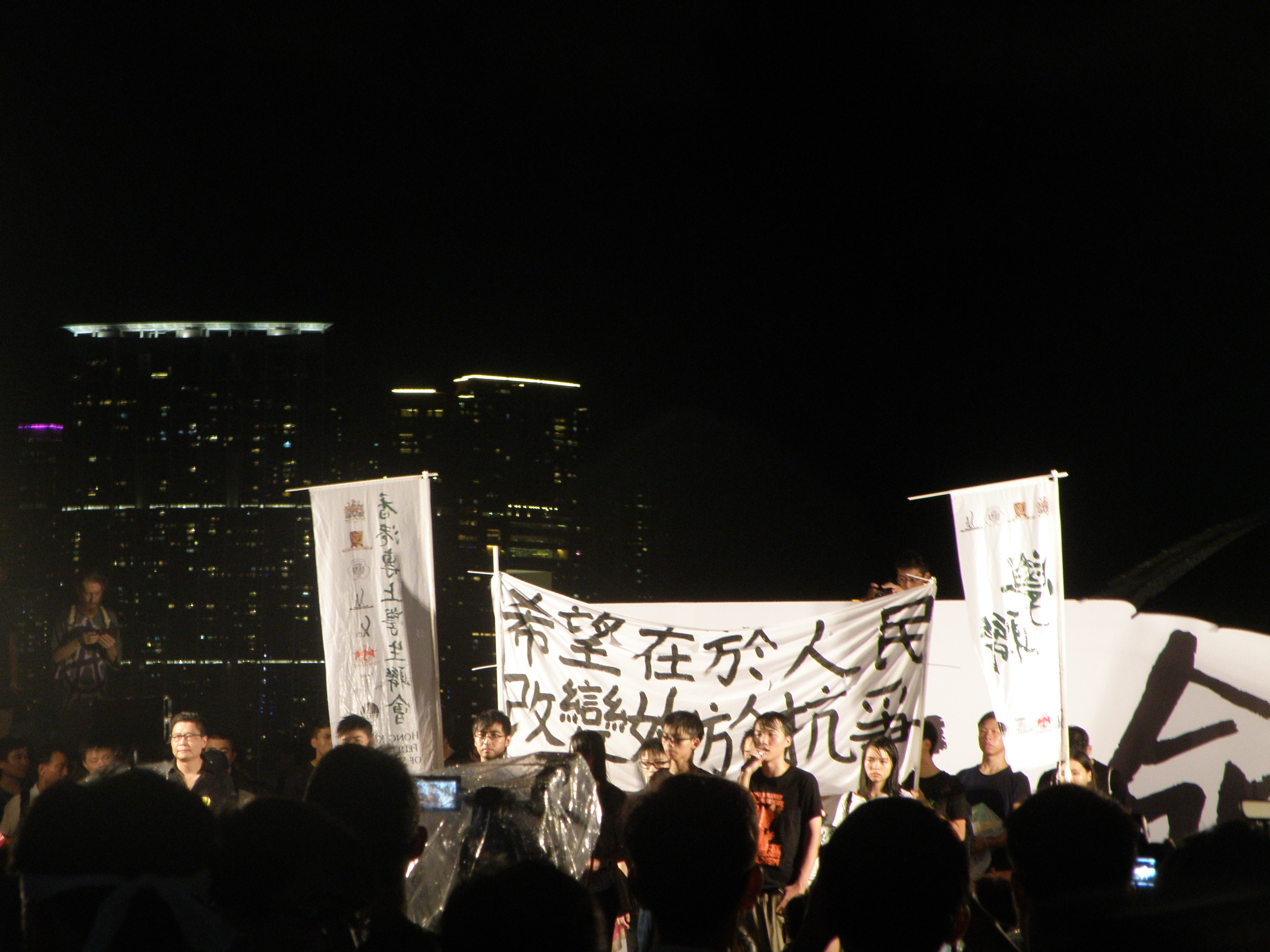
在人大常委會定出2017年香港行政長官普選的框架後，當日晚上逾5,000名市民擠滿添馬公園舉行集會，抗議框架不符合國際標準

- 全國人大常委會下午舉行全體會議，表決通過香港普選行政長官問題，以及2016年立法會產生辦法的決定，當中有關普選行政長官辦法列明了四項規定。決議列明要成立一個有廣泛代表性的提名委員會。人數、構成和委員產生辦法按照之前行政長官選舉規定，維持由四大界別比例組成1200人的提委會，並限定候選人為二至三名，每名候選人須獲提委會全體委員過半數支持方可入閘，2016年立法會產生方法則無須修改[27]。全國人大常委會副秘書長李飛促請香港泛民立法會議員不要否決政改方案，[28]，行政長官梁振英表示政府將盡快展開第二輪政改諮詢，明年首季向立法會提交審議表決，他又重申政改方案不獲通過會令特首選舉原地踏步[29]。23名泛民飯盒會議員批評中央提出高門檻的方案是欺騙香港市民，表明會否決政改方案[30]，和平佔中發起人戴耀廷直言對話之路已經走盡，會聯同不同政黨、學界及民間團體推動遊行及罷課抗議。[31]